# Caren Chebet
Caren Chebet (* 24. Mai 2000) ist eine kenianische Leichtathletin, die sich auf den Hindernislauf spezialisiert hat.

## Sportliche Laufbahn
Erste internationale Erfahrungen sammelte Caren Chebet im Jahr 2017, als sie bei den U18-Weltmeisterschaften in Nairobi in 6:24,80 min die Goldmedaille über 2000 m Hindernis gewann. 2019 gewann sie bei den Juniorenafrikameisterschaften in Abidjan in 9:51,41 min die Silbermedaille über 3000 m Hindernis und 2022 sicherte sie sich bei den Afrikameisterschaften in Port Louis in 9:43,64 min die Bronzemedaille hinter den Äthiopierinnen Werkuha Getachew und Zerfe Wondemagegn. 2024 gelangte sie bei den Afrikaspielen in Accra mit 10:03,31 min auf den siebten Platz.

## Persönliche Bestzeiten
- 3000 m Hindernis: 9:30,42 min, 7. Mai 2022 in Nairobi